# Undervisningsminister
En undervisningsminister er minister for undervisning. I Danmark aktuelt for grundskole, erhvervs- og gymnasiale uddannelser.
Posten som undervisningsminister i Danmark blev oprettet i 1916, da det daværende Kulturministerium blev opsplittet i et kirke- og et undervisningsministerium. Kirkeministeren blev også ansvarlig for kultur, indtil 1961 hvor kulturministerposten blev genoprettet som selvstændigt resortområde.
Ministerbetegnelsen har haft skiftende navne og i 2015 blev navnet ændret til minister for børn, undervisning og ligestilling.